# Mellansvenska Handelskammaren
Mellansvenska Handelskammaren är en svensk privat näringslivsorganisation (handelskammare) som verkar för företagen i Gävleborgs län och Dalarnas län. 
Organisationen grundades 1907 som Handelskammaren i Gävle och omfattade från början Gävleborgs län, Kopparbergs län (numera Dalarnas län) och Uppsala län. Grundarna var Ernst, Emil och Carl Fredrik Engwall från familjen Engwall i Gävle.
År 1990 bildades en egen handelskammare i Uppsala län (som sedan 2006 är en del av Stockholms Handelskammare). 1990 ändrades också namnet från Handelskammaren för Gävleborgs, Kopparbergs och Uppsala län till Mellansvenska Handelskammaren.